# Campionato mondiale giovanile di scherma 2012
Il Campionato mondiale juniores di scherma del 2012 ("2012 World Juniors Fencing Championships") è stato organizzato dalla Federazione internazionale della scherma e si è svolto a Mosca in Russia dal 31 marzo all'8 aprile.
Nel fioretto, si sono aggiudicati i titoli del campionato mondiale il russo Timur Safin, che ha battuto in finale l'italiano Daniele Garozzo, e l'italiana Alice Volpi che ha avuto la meglio sulla connazionale Camilla Mancini.
Nella spada il coreano Sangyoung Park ha battuto in finale l'ungherese Daniel Berta, ottenendo il titolo mondiale juniores maschile, mentre tra le donne la russa Tatiana Gudkova ha superato l'ucraina Anastasia Ivchenko.
Nella sciabola il coreano Woo Sun Kim prevale sullo statunitense Eli Dershwitz, mentre la russa Yana Egorian ha battuto l'italiana Caterina Navarria.
Nel campionato mondiale juniores a squadre maschili, la nazionale statunitense ha prevalso nella finale del fioretto contro la Russia, mentre la nazionale russa ha vinto nella spada contro la formazione italiana, ed infine la nazionale ungherese ha avuto la meglio sulla compagine tedesca nella sciabola.
Nel campionato mondiale juniores a squadre femminili, la nazionale italiana ha prevalso nella finale del fioretto contro gli Stati Uniti d'America, la Russia ha vinto nella spada contro la compagine cinese, ed infine la formazione francese ha avuto la meglio sulla nazionale cinese nella sciabola.

## Podi

### Uomini
| Specialità  | Oro                                                                    | Argento                                                                    | Bronzo                                                                 |
| Individuali |                                                                        |                                                                            |                                                                        |
| Fioretto    | Timur Safin                                                            | Daniele Garozzo                                                            | Alexander Massialas Theodoros Nakis                                    |
| Spada       | Sangyoung Park                                                         | Daniel Berta                                                               | Sergey Bida Guillermo Sanchez Rodriguez                                |
| Sciabola    | Woo Sun Kim                                                            | Eli Dershwitz                                                              | Richard Hübers Alexander Trushakov                                     |
| A squadre   |                                                                        |                                                                            |                                                                        |
| Fioretto    | Stati Uniti Jerry Chang Michael Dudey Race Imboden Alexander Massialas | Russia Ilya Degtyarev Evgeniy Filippov Kirill Lichagin Timur Safin         | Italia Daniele Garozzo Filippo Guerra Edoardo Luperi Lorenzo Nista     |
| Spada       | Russia Vadim Anokhin Sergey Bida Nikita Glazkov Alexey Kalinin         | Italia Simone Esposito Marco Fichera Andrea Santarelli Andrea Vallosio     | Corea del Sud Byeungchan Jung Gihyeon Kim Sangyoung Park -             |
| Sciabola    | Ungheria Marton Bence Csaba Etele Ravasz Andras Szatmari Ferenc Valkai | Germania Richard Hübers Maximilian Kindler Florian Lehnert Robin Schrödter | Russia Kamil Ibragimov Artur Okunev Ivan Tereshkin Alexander Trushakov |

## Donne
| Specialità  | Oro                                                                       | Argento                                                                 | Bronzo                                                                     |
| Individuali |                                                                           |                                                                         |                                                                            |
| Fioretto    | Alice Volpi                                                               | Camilla Mancini                                                         | Lee Kiefer Beatrice Monaco                                                 |
| Spada       | Tatiana Gudkova                                                           | Anastasia Ivchenko                                                      | Katrina Lehis Sheng Lin                                                    |
| Sciabola    | Yana Egorian                                                              | Caterina Navarria                                                       | Saoussen Boudiaf Martina Petraglia                                         |
| A squadre   |                                                                           |                                                                         |                                                                            |
| Fioretto    | Italia Olga Rachele Calissi Camilla Mancini Beatrice Monaco Alice Volpi   | Stati Uniti Jacqueline Dubrovich Lee Kiefer Margaret Lu Nzingha Prescod | Russia Yana Alborova Leyla Pirieva Alime Rashidova Adelina Zagidullina     |
| Spada       | Russia Tatiana Gudkova Daniela Khrapina Yulia Lichagina Alexandra Magdich | Cina Sheng Lin Xue Qin Yixuan Xiang -                                   | Stati Uniti Audrey Abend Katharine Holmes Ashley Severson Anna Van Brummen |
| Sciabola    | Francia Kenza Boudad Saoussen Boudiaf Beline Boulay Amandine Chapuis      | Cina Fei Li Huixian Liang Xinting Yu -                                  | Russia Yana Egorian Elizaveta Kiriyanova Mariya Ridel Tatiana Sukhova      |

## Medagliere
| Pos.   | Nazione       | Oro | Argento | Bronzo | Totale |
| ------ | ------------- | --- | ------- | ------ | ------ |
| 1      | Russia        | 5   | 1       | 5      | 11     |
| 2      | Italia        | 2   | 4       | 3      | 9      |
| 3      | Corea del Sud | 2   | 0       | 1      | 3      |
| 4      | Stati Uniti   | 1   | 2       | 3      | 6      |
| 5      | Ungheria      | 1   | 1       | 0      | 2      |
| 6      | Francia       | 1   | 0       | 0      | 1      |
| 7      | Cina          | 0   | 2       | 1      | 3      |
| 8      | Germania      | 0   | 1       | 1      | 2      |
| 9      | Ucraina       | 0   | 1       | 0      | 1      |
| 10     | Estonia       | 0   | 0       | 1      | 1      |
| 10     | Spagna        | 0   | 0       | 1      | 1      |
| 10     | Algeria       | 0   | 0       | 1      | 1      |
| 10     | Grecia        | 0   | 0       | 1      | 1      |
| Totale | Totale        | 12  | 12      | 18     | 42     |